# Райхстаг (сграда)
Сградата на Райхстага в Берлин е създадена, за да подслонява германския Райхстаг - първоначалния парламент на Германската империя.
Открита е през 1894 г. и изпълнява функциите си до 1933 г. Отново става седалище на германския парламент през 1999 г. след реконструкция, водена от световноизвестния архитект Норман Фостър.
Днешният парламент на Германия се нарича Бундестаг. Райхстагът като институция датира от времето на Свещената Римска империя и престава да действа като истински парламент по времето на Германската империя (1933-1945), когато заседанията на Райхстага се състоят в сградата на Крол опера. В наши дни името „Райхстаг“ се отнася за сградата, а „Бундестаг“ – за институцията.
При завземането на Берлин в края на Втората световна война съветските войски поставят съветско знаме на покрива на Райхстага и много от тях се подписват по цялата сграда.